# Boyce Budd
Harold Boyce Budd, Jr., född 4 januari 1939 i Summit i New Jersey, är en amerikansk före detta roddare.
Budd blev olympisk guldmedaljör i åtta med styrman vid sommarspelen 1964 i Tokyo.